# Schweinegrippe-Impfung

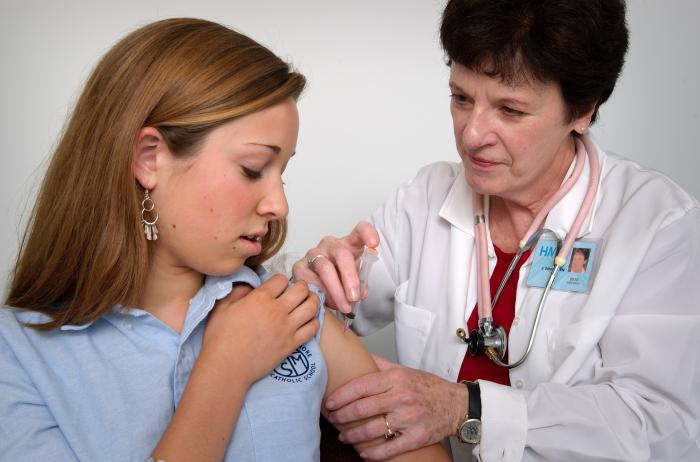
Impfung durch Injektion in den Oberarmmuskel

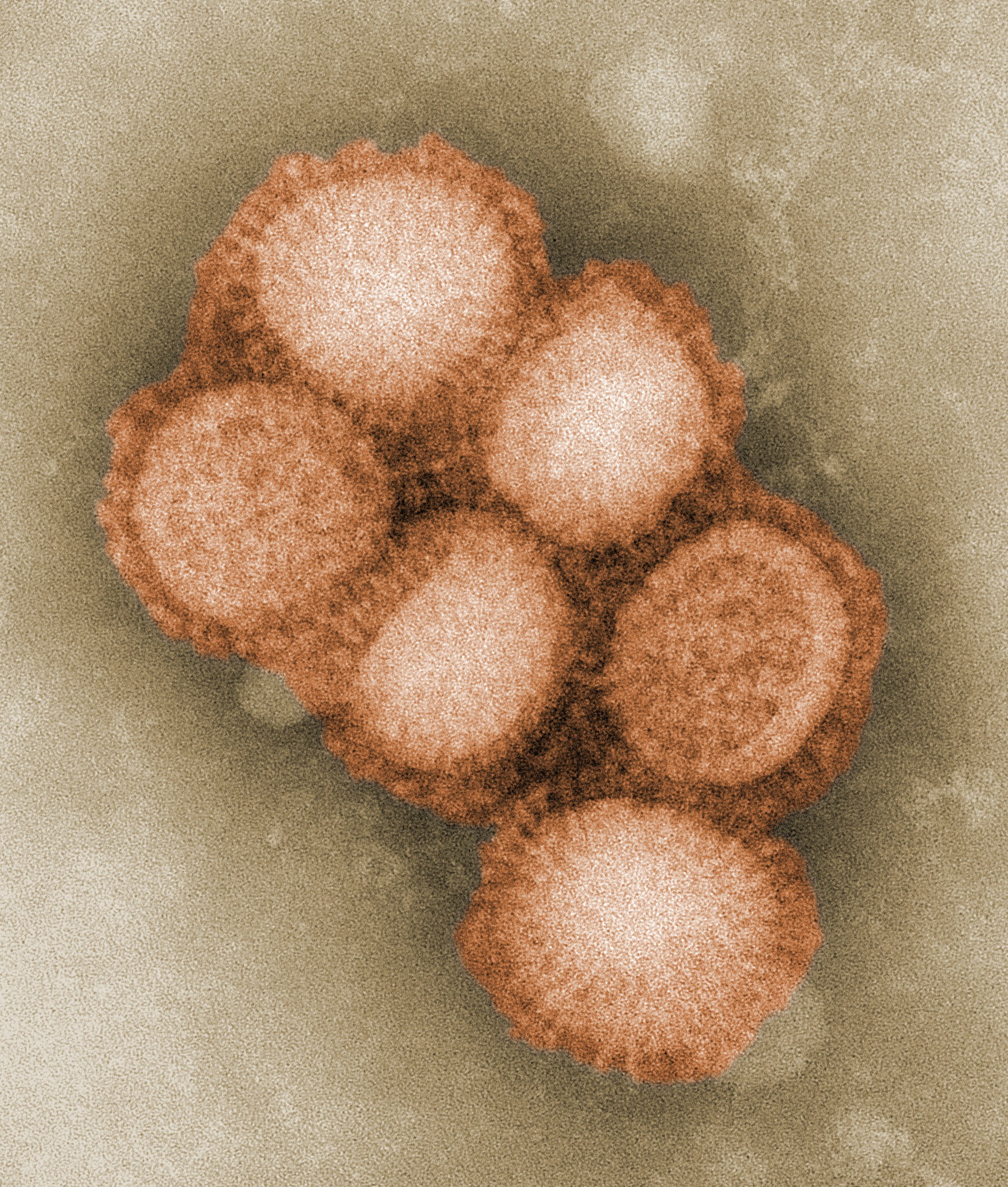
Koloriertes, elektronenmikroskopisches Bild einiger Influenza-A/H1N1-Viren (Quelle: CDC)

Als Schweinegrippe-Impfung wird die Impfung gegen die pandemische (H1N1) 2009-Influenza (Neue Grippe) bezeichnet. Die Impfung richtet sich gegen das Influenza-A-Virus H1N1 des „Virusstammes“ A/California/7/2009 (H1N1).
Seit 2010 wird in der offiziellen Nomenklatur für Deutschland (ICD-10-GM) die nachgewiesene Erkrankung unter „J09 Grippe […]“ eingeordnet und „Influenza A/H1N1 Pandemie 2009 [Schweinegrippe]“ codiert.
Das Virus wird seit Oktober 2011 auch mit A(H1N1)pdm09 bezeichnet.
Die in diesem Artikel beschriebenen Pandemieimpfstoffe dürfen nur im Rahmen der offiziell erklärten pandemischen Situation angewendet werden. In der Europäischen Union waren 2010 fünf derartige Influenzaimpfstoffe zugelassen.
Die Anwendung erfolgt meist durch Spritzen in einen Muskel (intramuskuläre Injektion); das in den USA erhältliche MedImmune Influenza A (H1N1) 2009 wird in die Nase getropft. Die Wirkung dieser Impfstoffe beruht darauf, das Immunsystem des Körpers durch die Gabe von abgeschwächten oder inaktivierten Viren oder Teilen davon zur Bildung von Antikörpern anzuregen, ohne dabei eine Erkrankung auszulösen.

## Impfstoffvorbereitung 2009
Der für die Grippesaison 2009/2010 vorgesehene saisonale Influenza-Impfstoff wurde nach entsprechenden Untersuchungen als nicht oder nur unzureichend wirksam gegen den Erreger der Schweinegrippe eingestuft. Er wurde aber dennoch produziert, da im Frühsommer 2009 noch nicht absehbar war, ob der neue Erreger bis zur Grippesaison über die saisonalen Erreger dominieren würde. Deshalb erfolgte mit den noch zur Verfügung stehenden „freien“ Kapazitäten die Entwicklung und Produktion von an den speziellen Erreger der Schweinegrippe angepassten Impfstoffen.

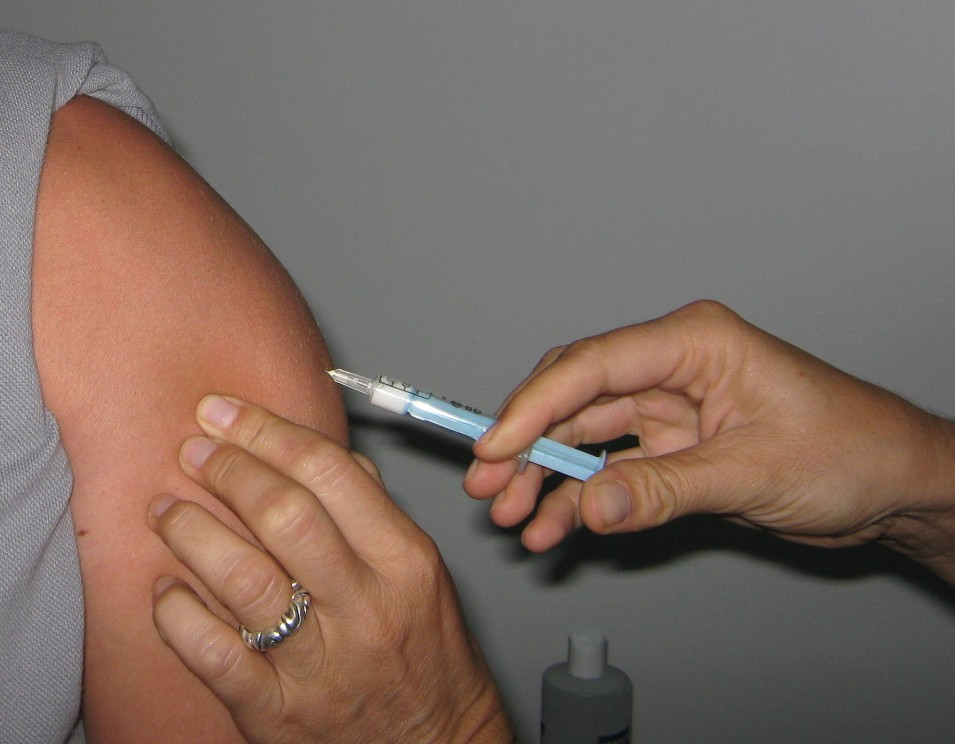
Impfung

## Impfaktion 2009/2010
Da die Ausbreitung des Schweinegrippe-Erregers nicht mehr gestoppt und ein angepasster Impfstoff nicht für die gesamte Bevölkerung rechtzeitig produziert werden konnte, empfahl die WHO Mitte Juli 2009 allen Mitgliedsländern, mit oberster Priorität das medizinische Personal zu impfen, um die Funktionsfähigkeit des Gesundheitssystems aufrechterhalten zu können. Zugleich wurde es den nationalen Behörden überlassen, bestimmte Gruppen vorrangig zu impfen: Kinder und Jugendliche, die das Virus schnell verbreiten, oder Personen unter 50 Jahren, die eine geringere natürliche Immunität gegen dieses Virus besitzen, oder besondere Risikogruppen, wie Schwangere, Kleinkinder ab sechs Monaten, ältere Menschen oder Menschen mit chronischen Atemwegserkrankungen oder großem Übergewicht. Ende 2009 sah das Robert Koch-Institut keine Hinweise für ein vermehrtes Auftreten schwerer unerwünschter Wirkungen bei den bis dahin stattgefundenen Impfungen.

## In der Europäischen Union zugelassene Impfstoffe
Im Jahr 2010 waren europaweit fünf Impfstoffe zugelassen:
| Name      | Hersteller      | Kurzbeschreibung |
| --------- | --------------- | --- |
| Pandemrix | GlaxoSmithKline | aus Bruchteilen von Virenhüllen von in bebrüteten Hühnereiern gezüchteten Viren (Teilpartikelimpfstoff) mit Wirkverstärker hergestellt (nicht länger zugelassen)                  |
| Focetria  | Novartis        | aus Bruchteilen von Virenhüllen von in bebrüteten Hühnereiern gezüchteten Viren (Teilpartikelimpfstoff) mit Wirkverstärker hergestellt (nicht länger zugelassen)                  |
| Celvapan  | Baxter          | aus kompletten Virenhüllen von in Säugetierzellen (Vero-Zellen) gezüchteten Viren (inaktivierter Ganzpartikelimpfstoff) ohne Wirkverstärker hergestellt (nicht länger zugelassen) |
| Arepanrix | GlaxoSmithKline | aus Bruchteilen von Virenhüllen von in bebrüteten Hühnereiern gezüchteten Viren (Teilpartikelimpfstoff) mit Wirkverstärker hergestellt (nicht länger zugelassen)                  |
| Humenza   | Sanofi-Pasteur  | aus Bruchteilen von Virenhüllen von in bebrüteten Hühnereiern gezüchteten Viren (Teilpartikelimpfstoff) mit Wirkverstärker hergestellt (nicht länger zugelassen)                  |

Davon wurden Focetria, Pandemrix und Celvapan ab dem 1. Oktober 2009 von der europäischen Arzneimittelagentur auf dem Gebiet der Europäischen Union (EU) zur Verwendung empfohlen.
Arepanrix und Humenza, die im beschleunigten Zulassungsverfahren zugelassen wurden, wurden in keinem Land der EU vermarktet und die Marktzulassung wurde inzwischen von den jeweiligen Unternehmen aus kommerziellen Gründen zurückgezogen.

## Zulassungsverfahren in der EU
Die europäische Arzneimittelagentur der EU hat für die Zulassung von Impfstoffen, die für die Eindämmung einer Pandemie verwendet werden sollen, verschiedene besondere Verfahren (authorisation procedures) vorgesehen. Durch diese besonderen Zulassungsverfahren soll erreicht werden, dass ein Grippeimpfstoff schneller zugelassen werden kann. Normalerweise dauert dieser Prozess in der EU 18 bis 24 Monate.
Die europäische Arzneimittelagentur sieht folgende drei Zulassungsverfahren vor: mock-up authorisation procedure (etwa: Verfahren der Imitationsimpfstoffe oder Modellimpfstoff-Verfahren), emergency authorisation procedure (etwa: Notfall-Zulassungsverfahren oder beschleunigtes Zulassungsverfahren) und modification of seasonal flu vaccines (etwa: Modifikation/Veränderung saisonaler Grippeimpfstoffe).
Modellimpfstoff-Verfahren
Ein Modellimpfstoff ist ein Impfstoff, der schon entwickelt wurde, bevor eine Pandemie beginnt. Da aber der Virusstamm, der die Pandemie verursachen wird, zu dieser Zeit noch nicht bekannt ist, können Unternehmen noch nicht mit der entsprechenden Impfstoffherstellung beginnen. Um dieses Problem zu umgehen, erlaubt das Modellimpfstoff-Verfahren (mock-up procedure oder ‘core dossier’ procedure) Herstellern, eine Zulassung für Modellimpfstoff oder Prototypimpfstoff schon vor einer Grippe-Pandemie zu erhalten. Dieses Vorgehen wird einzig für Pandemiegrippeimpfstoffe angewendet.
Nach den von der europäischen Arzneimittelagentur festgelegten Kriterien muss unter anderem ein wirksamer Modellimpfstoff bei mindestens 70 % der Geimpften schützende Antikörperspiegel induzieren.

## Immunverstärker
siehe Hauptartikel: Adjuvans (Pharmakologie), Abschnitt: Adjuvanzien in der Immunologie
Die meisten der in der Europäischen Union zugelassenen Impfstoffe enthalten so genannte Adjuvanzien (auch Wirkungsverstärker, Booster, Immunverstärker genannt). Der Einsatz dieser pharmazeutischen Hilfsstoffe in Pandemieimpfstoffen wird begründet mit der Verstärkung der immunologischen Reaktion, die es ermöglicht, die erforderliche Antigenmenge einer Impfdosis zu reduzieren, und die zu einer Kreuzimmunität gegen ein verändertes Pandemievirus beitragen soll. Die Weltgesundheitsorganisation WHO hat sich für den Einsatz von Adjuvanzien ausgesprochen, weil dadurch nur ein Bruchteil der Antigen-Dosis notwendig sei und nur somit in vertretbarer Zeit ausreichend Impfstoff für eine große Zahl zu Impfender herzustellen sei.
In den USA sind bisher fünf monovalente Impfstoffe zugelassen, die von den Unternehmen CSL, MedImmune, Novartis Vaccines, Sanofi-Pasteur und ID Biomedical Corporation of Quebec (GSK) stammen. Sie enthalten keine Adjuvanzien. Insgesamt wurden von der amerikanischen Regierung 250 Millionen Impfdosen dieser Art bestellt, von denen etwa 41 Millionen Anfang November auf die verschiedenen Bundesstaaten verteilt wurden.
In Europa wurde nach größeren Ausbrüchen der Vogelgrippe H5N1 entschieden, im Falle einer Pandemie anders vorzugehen als bei der saisonalen Grippeimpfung. Begründet war dies in dem Wunsch, in möglichst kurzer Zeit möglichst viele Menschen schützen zu können.
In der Europäischen Union waren 2010 fünf Impfstoffe zugelassen, von denen vier Adjuvanzien enthielten.
Das Paul-Ehrlich-Institut (PEI) hielt die Adjuvanzien für sinnvoll. Es gebe langjährige Erfahrungen in der Anwendung von Grippeimpfstoffen, die das Adjuvans MF59 enthielten, ohne gravierende Nebenwirkungen. Das Adjuvans AS03, welches der von den Bundesländern georderte Impfstoff enthalte, war seinerzeit neu, aber an vielen tausend Personen klinisch geprüft worden. Bei den Adjuvanzien werden allerdings Lokalreaktionen an der Impfstelle sowie Kopf- und Gliederschmerzen heftiger sein. Da aus ethischen Gründen keine Tests an Schwangeren erfolgten, lägen keine konkreten Daten dazu vor.
Kritik
Die Verwendung der Schweinegrippe-Impfstoffe mit Adjuvanzien wurde teilweise kritisiert. Die Arzneimittelkommission der deutschen Ärzteschaft und die Ständige Impfkommission empfahlen, den Gruppen, für die keine ausreichenden Daten zur Sicherheit vorliegen, einen nicht adjuvanzierten Impfstoff anzubieten. In den USA wurden ausschließlich Adjuvans-freie Impfstoffe gegen die Schweinegrippe eingesetzt. Gefürchtet wurden zum Beispiel die (sehr seltenen) neurologischen Schäden durch Attacken des Immunsystems auf Spinalganglien und periphere Nerven nach Impfung (Guillain-Barré-Syndrom).
Der deutsche Berufsverband der Kinder- und Jugendärzte (BVKJ) forderte, für Kinder auch zukünftige A/H1N1-Impfstoffe zu entwickeln, die frei von Adjuvanzien und dem Konservierungsstoff Thiomersal seien. Die Impfung bei Kindern wurde ausdrücklich empfohlen.
Im Mittelpunkt verschiedener Meldungen stand das im Adjuvans AS03 enthaltene Squalen. Das Paul-Ehrlich-Institut stellte hierzu klar, dass es keinen Grund dafür gebe, Squalen als Auslöser des sogenannten Golfkriegssyndroms zu fürchten. Es wies insbesondere darauf hin, dass sich die Studie, auf die sich diese Meldungen berufen, als nicht aussagekräftig (valide) erwiesen habe. Antikörper gegen Squalen würden auch natürlicherweise in der amerikanischen Bevölkerung vorkommen. Nach einer späteren aussagekräftigen Studie sei bei den Soldaten, die über das sogenannte Golfkriegssyndrom klagten, der Anteil mit solchen Antikörpern nicht erkennbar höher als bei solchen ohne diese Beschwerden.

## Konservierungsstoffe
Impfstoffe werden für Massenimpfungen häufig in Mehrfachgebinden geliefert. Sie beanspruchen möglichst wenig Kühlkapazität bei Transport und Lagerung und können im Pandemiefall schneller produziert werden als Fertigspritzen, müssen allerdings konserviert werden. Zur Konservierung dient die quecksilberorganische Verbindung Thiomersal. Aufgrund des technischen Fortschrittes in der aseptischen Fertigung werden Einzeldosisrezepturen seit Jahren ohne Konservierungsstoffe hergestellt, Thiomersal ist weiterhin Bestandteil heutiger (prä)pandemischen Impfstoffe in Mehrdosenbehältnissen.

## Einzelimpfstoffe

### Pandemrix

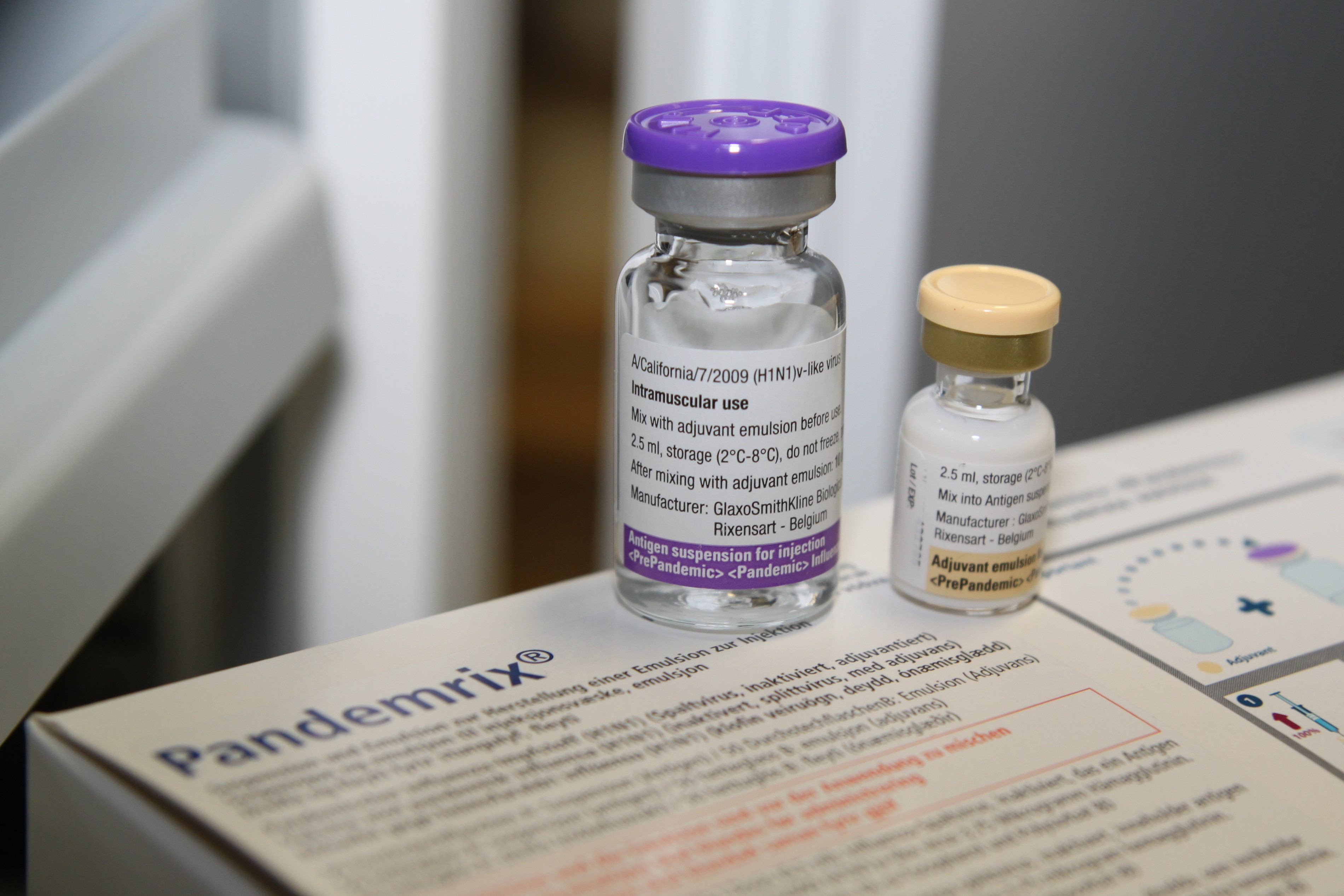
Pandemrix Antigenlösung (violetter Deckel) und Adjuvansemulsion (gelber Deckel)

Pandemrix (Hersteller GlaxoSmithKline) wurde auf der Basis des aviären Influenza-A-Virus H5N1 entwickelt und von der europäischen Arzneimittelagentur zugelassen. Der Impfstoff ist ein auf der Basis von Hühnereiern hergestelltes Spaltvakzin (Teilpartikelimpfstoff).
Der Impfstoff besteht aus zwei getrennt in Durchstechfläschchen abgefüllten Flüssigkeiten, die vor der Verabreichung zur injektionsfertigen Dispersion vermischt werden. Der eine Teil ist die Antigensuspension, welche 3,75 Mikrogramm Viruspartikel pro Impfdosis enthält. Dies entspricht einem Viertel der Partikelmenge, die in der Regel bei Impfungen gegen die saisonale Grippe je Virustyp verabreicht wird. Der andere Teil ist eine Emulsion, welche zur Wirkverstärkung das Adjuvans AS03 enthält.

Der im Mehrdosisbehältnis abgepackte Impfstoff enthält zudem 5 µg Thiomersal pro Dosis als Konservierungsstoff. Die Aufbrauchfrist beträgt 24 Stunden.
In Deutschland legten das Bundesministerium für Gesundheit und die Bundesländer Ende 2007 mit GlaxoSmithKline vertraglich fest, im Fall einer Influenza-Pandemie den neuartigen Impfstoff Pandemrix zu kaufen. Von den deutschen Bundesländern wurden im Sommer 2009 zunächst 50 Millionen Dosen von Pandemrix für rund 700 Millionen Euro bestellt. Damit sollten 30 Prozent der Bevölkerung geimpft werden können. Da aus verschiedenen Gründen (siehe Impfbereitschaft) weniger Dosen des Impfstoffs benötigt wurden, verhandelten die Bundesländer Anfang 2010 mit dem Impfstoffhersteller über eine Reduzierung der Bestellung. Als Kompromiss einigten sich beide Parteien auf eine Abnahme von nur 70 Prozent der bestellten Dosen. So wurden 133 Millionen Euro eingespart.
In Schweden wurden etwa 100 Millionen Euro für eine Impfkampagne für die etwa 9,2 Millionen Einwohner verplant.
Für Menschen über 60 Jahre wurde die Anwendung am 19. November 2009 zugelassen, da belegt sei, dass der Impfstoff auch in dieser Bevölkerungsgruppe wirksam ist. In der Schweiz darf Pandemrix nicht an Schwangere und Kinder unter sechs Monaten verabreicht werden.

#### Allgemeine Nebenwirkungen
Laut europäischer Arzneimittelagentur wurden im Rahmen von klinischen Studien mit dem entsprechenden Muster-Impfstoff bei mehr als zehn Prozent der Geimpften folgende Nebenwirkungen beobachtet: Kopfschmerzen; Müdigkeit; Schmerzen, Rötung, Schwellung oder Verhärtung an der Injektionsstelle; Fieber; Muskel- und Gelenkschmerzen; bei mehr als einem Prozent: Wärme, Juckreiz oder Blutergüsse an der Injektionsstelle; verstärktes Schwitzen, Schüttelfrost, grippeähnliche Symptome; Lymphknotenschwellung an Nacken, Achsel oder Leiste.
In Schweden veröffentlichte die schwedische Behörde am 29. Oktober 2009 einen ersten Bericht über Verdachtsfälle von unerwünschten Reaktionen nach der Impfung mit Pandemrix. Bei 37 Patienten kam es zu allergischen Reaktionen, darunter 15 schwerwiegende. Vier anaphylaktische Reaktionen in ursächlichem Zusammenhang mit der Impfung wurden berichtet, in keinem Fall kam es zu einem anaphylaktischen Schock. Es war nicht bekannt, wie viele Dosen verimpft wurden.
Das Paul-Ehrlich-Institut veröffentlichte regelmäßig eine „Information zu Verdachtsfallberichten von Nebenwirkungen und Impfkomplikationen nach Anwendung des in Deutschland zugelassenen Schweinegrippe (H1N1)-Impfstoffs Pandemrix“. Der letzte Bericht bezog sich auf zehn Wochen bis zum 30. Dezember 2009, 17 Uhr. Danach wurden aus Deutschland bei einer hochgerechneten Zahl von ca. 4,6 Mio. Impfdosen bei 1382 Personen Verdachtsfälle gemeldet, darunter auch 5 Verdachtsfälle, die nach der Impfung mit Celvapan auftraten. Hinweise auf eine allergische Reaktion bzw. Überempfindlichkeitsreaktion gab es bei 134 Personen. Eine anaphylaktische Reaktion sei in 39 Fällen (inklusive einer Meldung für Celvapan) gemeldet worden.
Nach Angaben der europäischen Arzneimittelagentur vom 4. Dezember 2009 löste die zweite Dosis des Impfstoffes Pandemrix bei Kindern unter 3 Jahren häufig eine Fieberreaktion aus.

#### Narkolepsie
Einige der oben erfassten Fälle von Nebenwirkungen wurden als Narkolepsie diagnostiziert. Anfang 2011 waren bei weltweit 31 Millionen verabreichter Dosen des Impfstoffes 161 Fälle von Narkolepsie in Verbindung mit der Pandemrix-Impfung bekannt, davon 70 Prozent in Schweden und Finnland, aber auch sieben Fälle in Deutschland, vor allem bei Kindern im Alter von 4 bis 19 Jahren. Nach Zahlen der EudraVigilance-Datenbank der Europäischen Arzneimittelagentur traten bis Januar 2015 mehr als 1.300 Fälle auf. Nachdem mehrere Studien – unter anderem aus Finnland, Schweden und Irland – darauf hingewiesen hatten, dass der Impfstoff Pandemrix Narkolepsie auslösen kann, erhielten in Schweden von 475 Antragstellern schlussendlich 311 Patienten eine Entschädigung in Höhe von bis zu einer Million Euro vom Staat.
Das Paul-Ehrlich-Institut stellte im Mai 2012 Zahlen zu Meldungen von Narkolepsie nach der Impfung in Deutschland vor. Zwischen Oktober 2010 und April 2012 waren 19 Kinder und 10 Erwachsene betroffen. Bei 13 Kindern und 8 Erwachsenen lagen gesicherte Diagnosen vor. Wegen des Narkolepsierisikos hatte die Europäische Arzneimittelagentur bereits 2011 von der Verwendung von Pandemrix bei Menschen unter 20 Jahren abgeraten.
Das Schweinegrippe-Virus ähnelt an einer Stelle dem körpereigenen Wachmacher Orexin. Es wird davon ausgegangen, dass das Immunsystem das Orexin angreift. Die Narkolepsie unter Kindern trat in den – auch nördlicher gelegenen – Ländern gehäuft auf, in denen die Schweinegrippe bereits ausgebrochen war, als die Impfungen durchgeführt wurden. Die zuvor vermutete Autoimmunreaktion auf Orexin-produzierende Zellen im Gehirn konnte noch nicht bewiesen werden.

Eine Studie der Stanford University School of Medicine in Palo Alto weist darauf hin, dass die Antikörper der Pandemrix-Impfung nicht gegen das Orexin-Hormon an sich gerichtet sind, sondern gegen einen seiner Rezeptoren. Damit eine Narkolepsie entsteht, müssen die Antikörper zudem die Blut-Hirn-Schranke überwinden. Dafür ist eine sekundäre Erkrankung Voraussetzung. Diese muss aber nicht zwingend mit der Impfung zusammenfallen. Der Umstand, dass Narkolepsien ausschließlich nach Pandemrix-Impfungen aufgetreten sind, wird mit der stärkeren Immunantwort von Pandemrix begründet. Pandemrix enthält deutlich höhere Konzentrationen des Nukleopeptids als andere Influenza-Vakzine. Unklar bleibt, warum ausschließlich Personen mit der HLA-Variante DQB1*06:02 von einer Narkolepsie betroffen sind. Die Interpretation der Studie lässt die Möglichkeit offen, dass auch die natürliche Immunantwort auf das Influenza-Virus eine Narkolepsie auslösen kann. Daten aus Peking und Taiwan unterstützen diese Schlussfolgerung: Offenbar kann eine H1N1-Infektion Narkolepsie bei Kindern oder jungen Erwachsenen auslösen.

#### Sonstiges
Der Impfstoff wird in Deutschland seit 2012 nicht mehr eingesetzt. Im August 2015 lief die EU-Zulassung von Pandemrix aus.
In Deutschland kann man Anspruch auf eine Versorgung nach dem Infektionsschutzgesetz haben, falls man sich 2009 hatte impfen lassen und anschließend an Narkolepsie erkrankte.

### Focetria
Focetria (Hersteller Novartis) ist ein auf der Basis von Hühnereiern hergestellter Teilpartikelimpfstoff und enthält das Adjuvans MF59. Die Genehmigung für das Inverkehrbringen von Focetria wurde am 2. Mai 2007 von der Europäischen Kommission in Verbindung mit dem aviären Influenza-A-Virus H5N1 erteilt. 2009 wurde das Präparat auf H1N1 umgestellt.
In klinischen Studien an (auch älteren) Erwachsenen sind in Verbindung mit Focetria folgende Nebenwirkungen in 10 von 100 Fällen oder öfter („sehr häufig“) aufgetreten: Schmerzen, Reaktionen an der Injektionsstelle (Rötung, Schwellung, Verhärtung, Bluterguss und Schmerzen), schmerzende Muskeln (Myalgie), Kopfschmerzen, Schwitzen, Erschöpfung, allgemeines Unwohlsein und Schüttelfrost; in 1 bis 10 von 100 Fällen („häufig“): Bluterguss an der Injektionsstelle, Fieber und Übelkeit. Weitere, gelegentlich oder selten auftretende Nebenwirkungen bei Erwachsenen, Nebenwirkungen in klinischen Studien bei Kindern und Jugendlichen sowie weitere Hinweise finden sich in der im Internet zugänglichen Packungsbeilage.

### Celvapan

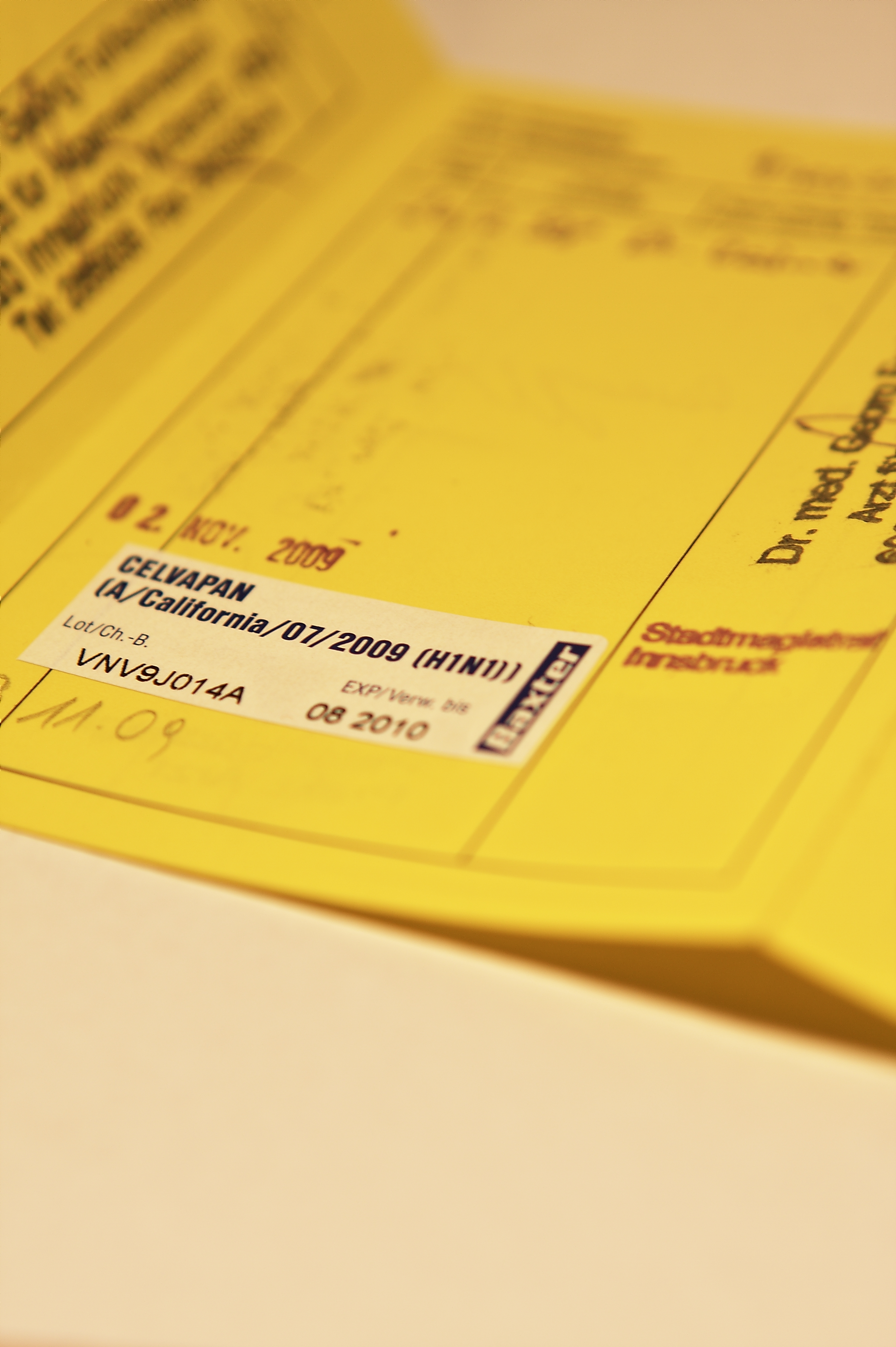
Impfpass mit Eintrag der Impfung durch Celvapan

Celvapan (Hersteller Baxter) enthält abgetötete Vollviren (inaktivierter Ganzpartikelimpfstoff) ohne Adjuvans. Die in Celvapan enthaltenen Viren werden in Vero-Zellen gezüchtet – einer Zelllinie, die 1962 von Grünen Meerkatzen abgeleitet wurde. Das Verfahren wurde entwickelt, weil es vor dem Hintergrund der Vogelgrippe H5N1 möglich wäre, dass Hühnereier knapp würden.
Das deutsche Bundesministerium des Innern hat 200.000 Dosen von Celvapan bestellt.
Der Berufsverband der Kinder- und Jugendärzte veröffentlichte Kritik an Erwägungen, Celvapan statt Pandemrix bevorzugt für Kinder und Schwangere einzusetzen, da keine Daten vorlägen.
In früheren klinischen Studien mit „Celvapan (H5N1)“ an Erwachsenen, einschließlich älterer, traten „sehr häufig“ (bei über 10 Prozent) als Nebenwirkung Schmerzen an der Injektionsstelle auf und lediglich „häufig“ (bei 1 bis 10 Prozent): eine laufende Nase und Halsschmerzen; Kopfschmerzen, Schwindel, Drehschwindel (Bewegungskrankheit); übermäßiges Schwitzen, Gelenk- oder Muskelschmerz; Schüttelfrost, Ermüdung (Müdigkeitsgefühl), Unwohlsein (allgemeines Krankheitsgefühl), Fieber; Gewebeverhärtung, Rötung, Schwellung oder Bluterguss an der Injektionsstelle.
Klinische Studien (auch an Kindern) mit dem „Celvapan (H1N1)“ gegen die sogenannte „Schweinegrippe“ bestätigen diese Erwartung in Hinblick auf Nebenwirkungen. Eine aktualisierte Aufstellung der Nebenwirkungen ist in der Packungsbeilage zu finden.

### Celtura
Celtura (Hersteller: Novartis) ist ein auf der Basis von Zellkulturen hergestellter Teilpartikelimpfstoff mit Adjuvans. Dieser Impfstoff stellt durch seine Herstellung auf Zellkulturbasis eine Alternative für Hühnereiweiß-Allergiker dar. Er enthält als Wirkstoff 3,75 µg Antigen und als Adjuvans 0,125 ml MF59 pro Dosis. Er wurde in Ampullen für die Mehrfachentnahme (konserviert mit Thiomersal) angeboten sowie in Fertigspritzen.
Celtura war in Deutschland bis Juli 2021 zugelassen. Verträglichkeit und Immunogenität seien in klinischen Studien mit mehr als 1850 Probanden belegt. Die einmalige Impfung reiche bei 3- bis 50-Jährigen für einen ausreichenden Schutz gegen die Schweinegrippe. Die nach Herstellerangaben begrenzten Erfahrungen zeigen als Nebenwirkungen häufig bis sehr häufig: Kopfschmerzen, Schwitzen, Gelenk- und Muskelschmerzen, Rötungen, Schwellungen, Verhärtungen, Blutergüsse und Schmerzen an der Injektionsstelle, Fieber, allgemeines Krankheitsgefühl, Erschöpfung und Frösteln. Diese Reaktionen klingen im Allgemeinen innerhalb von 1–2 Tagen ohne Behandlung wieder ab. Im Rahmen der klinischen Studien seien bisher keine schweren Nebenwirkungen beobachtet worden.

### Panenza
Panenza (Hersteller: Sanofi Pasteur MSD) ist ein auf der Basis von Hühnereiern hergestellter Teilpartikelimpfstoff und enthält weder Konservierungsmittel noch Adjuvanzien. Als Wirkstoff kommt ein Spaltvirus 15 µg/Dosis in Anwendung. Für Frankreich wurde der Impfstoff zugelassen.
In Indien wurden Menschen, die direkt in die Pandemie-Bekämpfung eingebunden waren, mit diesem Impfstoff geimpft.

### Panvax
Panvax (Hersteller: CSL Biotherapies), auch bekannt unter dem Namen CSL H1N1, ist ein auf der Basis von Hühnereiern hergestellter Teilpartikelimpfstoff ohne Adjuvanzien, den es sowohl als Mehrfachgebinde als auch in Einzeldosen gibt. Zur Verteilung in Mehrfachgebinden enthält er das Konservierungsmittel Thiomersal. Als Wirkstoff kommt ein Spaltvirus 15 µg/Dosis in Anwendung.
Für Deutschland wurden 150.000 Dosen bestellt, um damit ein Drittel der Schwangeren impfen zu können. Der Impfstoff stand als Fertigspritzen (Einzeldosen) ohne Thiomersal und Formaldehyd im Dezember 2009 zur Verfügung. Die Impfung fand nur bei Frauenärzten statt.

### MedImmune Influenza A (H1N1) 2009 Monovalent Vaccine Live, Intranasal
In den USA steht ein in die Nase (intranasal) zu verabreichender Lebendimpfstoff des Herstellers MedImmune zur Verfügung. Mit einem speziellen Applikator werden 0,1 ml Impfstoff in jedes Nasenloch appliziert. Der Impfstoff ist vorgesehen für die Altersklassen 2–9 Jahre (zwei Impfdosen im Abstand von etwa einem Monat) und 10–49 Jahre (eine Impfdosis). In der Gebrauchsinformation des Herstellers werden mögliche unerwünschte Wirkungen der Impfung aufgelistet, die in klinischen Studien ermittelt wurden.

## Impfbereitschaft
Während in Schweden ungefähr 60 Prozent der Bevölkerung geimpft wurden, war die Impfbereitschaft in Deutschland gering. Abhängig vom Bundesland lag die durchschnittliche Impfquote im Zeitraum Dezember 2009 bis April 2010 bei Personen über 14 Jahren zwischen 3,8 Prozent in Bayern und 14,4 Prozent im Saarland. Beim medizinischen Personal ließen sich insgesamt 16 Prozent impfen.

## Situation nach Ende der Pandemie
Die Pandemie wurde im August 2010 für beendet erklärt.
Das Impfprogramm kostete in Großbritannien ungefähr 1,3 Milliarden Euro und in Frankreich 990 Millionen Euro. Eine durchschnittliche Grippesaison verursacht Kosten in Höhe von 87 Millionen Euro.
Da für die Impfung nicht wie anfangs angenommen zwei Dosen benötigt wurden, sondern nur eine und wegen der niedrigen Impfbereitschaft blieben in Deutschland ungefähr 29 Millionen Impfdosen ungenutzt. Die Krankenkassen übernahmen nur die Kosten für die tatsächlich verimpften Dosen, daher entstand den Bundesländern ein finanzieller Schaden von 245 Millionen Euro.
Das Haltbarkeitsdatum des Impfstoffs lief Ende 2011 ab und er konnte nicht mehr verwendet werden. Aus diesem Grund vernichteten die Länder ungefähr 12,7 Millionen Impfdosen in Eigenregie. Weitere 16 Millionen Dosen, die zentral gelagert wurden, wurden verbrannt.
Die Schweiz verkaufte bereits Anfang 2010 750.000 Dosen Celtura an den Iran, 150.000 weitere Dosen gab sie kostenlos ab. Außerdem verschenkte sie rund ein Zehntel ihrer Pandemrix-Bestellung an die WHO. 2,5 Millionen Impfdosen waren gebraucht worden, 8,7 Millionen Impfdosen im Wert von 56 Millionen Franken wurden bis Ende 2011 vernichtet.
In der Saison 2009/2010 starben in Europa 2.900 Menschen an einer H1N1-Infektion, während man sonst in einer moderaten Grippe-Saison durchschnittlich ungefähr 40.000 Tote erwartet. Man nimmt an, dass von April bis einschließlich Dezember 2009 weltweit 123.000 bis 203.000 Todesfälle durch H1N1 verursacht wurden, davon wurden 18.400 Todesfälle durch Labortests belegt.
Seit Ende der Pandemie sind keine Pandemie-Impfstoffe mehr im Einsatz. Seit 2010 wird mit der Impfung gegen die saisonale Grippe auch ein Schutz gegen A/California/7/2009 (H1N1) gewährleistet.
Transparency International forderte Ende 2011 eine umfassende Untersuchung der Vorgänge rund um die Impfstoffbeschaffung und die Folgen der Pandemiewarnung für Bund, Länder und Krankenkassen.
In Europa soll die Impfstoffbeschaffung zukünftig besser koordiniert werden. Außerdem soll die Möglichkeit geschaffen werden, die pandemische Bedrohung unabhängig von einer WHO-Beurteilung selbst einzuschätzen. Im Zuge von Notvorschriften könnte die Reisefreiheit eingeschränkt und die Untersuchung von Reisenden auf Krankheitssymptome angeordnet werden.